# Ejido los Pinitos
Ejido los Pinitos är en ort i Mexiko.   Den ligger i kommunen Guasave och delstaten Sinaloa, i den västra delen av landet, 1 200 km nordväst om huvudstaden Mexico City. Ejido los Pinitos ligger 25 meter över havet och antalet invånare är 323.
Terrängen runt Ejido los Pinitos är mycket platt, och sluttar söderut. Runt Ejido los Pinitos är det ganska tätbefolkat, med 100 invånare per kvadratkilometer. Närmaste större samhälle är Guasave, 13,6 km söder om Ejido los Pinitos. Trakten runt Ejido los Pinitos består till största delen av jordbruksmark.